# La Chunga
Micaela Flores Amaya, coneguda com La Chunga   (Marsella, 1938 - 3 de gener de 2025), fou una bailaora gitana, que des de l'edat d'un any va viure a Barcelona. Una de les figures més rellevants d'aquest tipus de dansa a Catalunya, va ser musa de nombrosos artistes de la talla de Dalí o Picasso, i escriptors, com ara Rafael Alberti.
També va fer d'actriu al cinema i va exposar regularment pintures d'estil naïf amb temàtica flamenca. Les seves pintures són de colors vius i hi solen aparèixer gitanes ballant, tot i que a algunes també hi ha homes, sempre gitanos. En 2009 va rebre el Premi de Cultura Gitana 8 d'abril, en la Categoria de Pintura i Arts Plàstiques.
L'any 2010 li va ser diagnosticat un càncer de pulmó, fet que la va fer deixar el ball.

## Formació
La Chunga va néixer en una família de gitanos andalusos quan estaven de pas a Marsella. Quan ella tenia un any van marxar a Barcelona, on es van quedar. Allà la seva família i els altres gitanos l'anomenaven La Chunga, nom amb què es donaria a conèixer al món de l'espectacle. Ja als sis anys, en la postguerra, recorria bars i mercats bracejant amb els peus descalços per intentar aconseguir alguna moneda.

## Carrera professional
Sent ella encara molt joveneta, el pintor Francisco Rebés es va fixar en la seva manera de ballar i va exercir la seva influència perquè la contractessin al cabaret El Emporium de Barcelona, on es va donar a conèixer i va tenir ràpidament molt èxit. L'any 1956, Pastora Imperio la va contractar per al seu tablao de Palamós. Més tard actuaria a Madrid, Las Vegas, Nova York, etc. Als Estats Units va coincidir amb Margarita Cansino, filla d'un conegut professor de dansa espanyola a Barcelona, i aquesta va obrir les portes a La Chunga perquè pogués actuar a dues pel·lícules a Hollywood. L'any 1958 va tornar a Barcelona per a actuar al Gran Teatre del Liceu i començar una gira que la portaria pels cinc continents. Va inaugurar el tablao barceloní El Cordobés i al cap d'uns anys va actuar al mític Café de las Chinitas de Madrid. L'any 1959 va participar en la pel·lícula De espaldas a la puerta, dirigida per José María Forqué.
L'any 1965, llavors ja premiada amb la medalla d'or del Círculo de Bellas Artes de Madrid, va participar en un festival organitzat a Brussel·les per la UNESCO, i ja en la dècada de 1970, va participar en la pel·lícula La ley de una raza, de José Luis Gonzalvo. Temps després, però, va deixar la dansa per a dedicar-se completament a la pintura.

## Filmografia parcial
- 1959: De espaldas a la puerta, de José María Forqué
- 1961: El último verano, de Juan Bosch
- 1969: La ley de una raza, de José Luis Gonzalvo
- 1978: Ciertos reflejos: La Chunga, de Mario Gómez Martín (televisió)
- 1988: Nosferatu a Venezia, d'Augusto Caminito i Mario Caiano

## Premis i honors[7]
- Medalla d'Or del Círculo de Bellas Artes de Madrid
- Medalla d'Or de l'Associació de la Premsa de Sevilla
- Trofeu Delfín d'Alacant
- Premi de l'Ajuntament d'Alacant
- Premi Cidale de los Almendros